# Federica Pais
Federica Pais (12 de diciembre de 1968) es una periodista argentina. Es hermana de la también periodista y actriz Ernestina Pais e hija de José Miguel Pais, un arquitecto que continúa desaparecido desde la dictadura.

## Trayectoria
Comenzó su carrera a la edad de 26 años, coconduciendo el programa Perdona nuestros pecados junto a Raúl Portal por la pantalla del entonces ATC (Argentina Televisora Color) en el año 1994.
Más tarde, estaría a la cabeza del programa de preguntas y respuestas Te juego lo que quieras. Vendrían después Siempre listos y Va por vos (ambos junto a Guillermo Andino), Teleshow junto a Alejandro Wiebe "Marley", Sabés o sonás (junto a su hermana Ernestina Pais) y km a km. Posteriormente seguirían Saludarnos y Con sentido público por la Televisión Pública Argentina (Canal 7). En 2001 condujo el Premios Konex de Platino.
Luego condujo el programa ¿Qué sabe usted de vinos? por la pantalla de elgourmet.com, canal gastronómico de televisión paga.Federica Pais está en la AM de Radio Nacional (870) haciendo Radio país de 7 a 9 junto con Mario Giorgi, Joge Godoy, Jorge Vaccaro, Leticia Martínez, Mariana Gil Laborde, Daniela Bruno y Verónica Urriolabeitía. Conduce ¡Aguante el cine! (sábados a las 22 por la Televisión Pública, ciclo dedicado al séptimo arte, especialidad de Pais

## Vida personal
Vive en Vicente López, más precisamente en el barrio de Olivos. Prefiere llevar una vida tranquila y relajada.  Estuvo casada con el director de publicidad Damián Casermeiro, con el que tuvo dos hijos, Galo y Dante.
Actualmente está en pareja con el reconocido director de fotografía Facundo Echeguren.
En 2012  fue reconocida con el premio éter a la trayectoria radial En el año 2013 ganó el Martín Fierro de cable por la conducción del programa La Posta TV.
Su padre formó parte de las 30.000 personas desaparecidas durante el Proceso de Reorganización Nacional. En un programa radial contaría "A mi viejo se lo llevaron de un bar en Juan B. Justo y Santa Fe. Se encontraba ahí con el marido de Cecilia Rosetto, a quien estaban siguiendo. Se llevaron a los dos, mientras vinieron en simultáneo a mi casa a llevarse todo. yo estaba durmiendo y mi mamá tuvo los huevos de esconder una agenda de mi papá que tenía nombres de familiares y compañeros debajo de mi colchón, para que no se llevaran a nadie más".
En 2003, comienza a trabajar junto a su hermana, Federica Pais en Sabés o sonás (Canal 7), un programa de entretenimientos donde alumnos de quinto año competían por un viaje de egresados a San Carlos de Bariloche.
Entre 2005 y 2007 colaboró en la producción del ciclo televisivo Mañanas informales  por canal (Canal 13) dirigido por su hermana y el conductor Jorge Guinzburg que 2008, luego del fallecimiento de Guinzburg, Pais continúa el programa como conductora principal y acompañada por Ronnie Arias.
Desde 2017 trabaja en la radio de Telam, donde realiza trabajos de prevención de la violencia de generoref>https://www.telam.com.ar/notas/202304/625429-aniversario-78-telam-programa-especial-streaming.html</ref>Fue participante del programa “Masterchef celebrity 3”; ingresó como reemplazante y se quedó como integrante fija. Condujo el ciclo “Ernestina y el otro país” en canal Net, los sábados al mediodía durante el año 2013 y 2014; y “Corea del centro”, los domingos a las 21, en la misma emisora.

## Premios y nominaciones
Fue nominado varias veces a los premios Martín Fierro, para canales de Buenos Aires y del interior, principalmente por su labor periodística.
| Año  | Premios                        | Categoría                         | Trabajo nominado               | Resultado |
| ---- | ------------------------------ | --------------------------------- | ------------------------------ | --------- |
| 1995 | Premios Martín Fierro          | Mejor revelación                  | PNP (Perdona nuestros pecados) | Nominada  |
| 2013 | Premios Martín Fierro          | Mejor labor conducción femenina   | Con sentido público            | Nominada  |
| 2013 | Premios Martín Fierro de cable | Mejor programa cultural/educativo | La posta TV                    | Ganadora  |